# Riva del Sole
Riva del Sole è una località balneare del comune di Castiglione della Pescaia, in provincia di Grosseto.

## Geografia fisica
La pineta in cui sorge la frazione è il tratto più meridionale della pineta di Roccamare, che partendo proprio a sud da Riva del Sole arriva a nord fino alle Rocchette, pineta caratterizzata per la presenza di pini marittimi e pini domestici, con i primi che risultano più presenti in prossimità del litorale ed i secondi verso il retroterra. Si ritrovano anche specie endemiche di macchia mediterranea. La pineta si affaccia sulle dune della spiaggia che portano verso il mare, dune che vedono la presenza di piante grasse che crescono sulla sabbia: questa tipologia di spiaggia è differente da quella di Marina di Grosseto e Principina a Mare, poiché a Riva del Sole la presenza di scogli frena l'azione delle correnti marine.
Riva del Sole è stata definita come un valido esempio dell'inserimento dell'uomo nel paesaggio, in quanto la frazione si è sviluppata totalmente all'interno di una pineta e nelle immediate vicinanze della spiaggia.

## Storia
Riva del Sole nacque come villaggio turistico tra il 1957 e il 1960, per opera dalla organizzazione dopolavoristica svedese RESO (Reso AB), catena di agenzia di viaggi, gruppi di hotel, tour fondata nel 1937, per offrire un luogo di vacanza ai propri dipendenti. L'impianto alberghiero è interamente di proprietà svedese, la parte villaggio è invece affidata in affitto per novantanove anni dal comune di Castiglione della Pescaia, tramite una convenzione stipulata dall'allora sindaco Otello Carraresi. Successivamente, intorno al villaggio turistico, hanno iniziato a sorgere nuove abitazioni, fino allo sviluppo di una vera e propria frazione, favorendo l'iterazione così tra svedesi e italiani. Il villaggio fu dal 1960 al 2022 una delle sedi del consolato svedese in Italia; vi si sono alternati quattro consoli onorari: Sven Blomqvist (1960-1972), Klas Erik Kjallquist (1972-1996), Felice Bassi (1996-2012) e Carlo Castelli (2012-2022). Dal 1968 al 2014 la società alberghiera di Riva del Sole possedeva anche il villaggio svedese di Baia Domizia (Caserta).

## Monumenti e luoghi d'interessee
Nata nel secolo scorso come frazione balneare a vocazione turistico-residenziale, Riva del Sole non possiede monumenti storici all'interno del suo perimetro, ma è possibile segnalare alcune strutture di interesse artistico-architettonico realizzate a partire dalla fine degli anni cinquanta.
- Villaggio Riva del Sole, primissimo insediamento della frazione che ha dato inizio all'urbanizzazione di questo tratto di costa a nord di Castiglione della Pescaia, fu realizzato sulla strada provinciale delle Collacchie tra il 1957 e il 1960 per volere dell'azienda svedese RESO su progetto di Igino Chellini e Maria Cittadini, con direzione dei lavori dell'ingegnere Umberto Tombari. All'inaugurazione presenziò anche il re Gustavo VI Adolfo di Svezia. Il villaggio è sviluppato in 27 ettari all'interno della pineta, composto da un albergo a due piani, una struttura per i servizi e decine di villette di tre tipologie differenti, tutto caratterizzato da linee orizzontali, volumi bassi e allungati e utilizzo di identici materiali, come la muratura intonacata, mattoni oppure calcestruzzo grezzo e pietra a facciavista[9][10][11].
- Residenza Le Casacce, realizzata in un punto panoramico vista mare nel rione Val delle Cannucce tra il 1977 e il 1978 su progetto di Luigi Gazzola e Margherita Pignedoli, si presenta come una lottizzazione composta da quattro villette dalla configurazione unitaria ma regolata secondo un disegno geometrico preciso in quattro episodi differenti, con una negazione di ogni legame organicistico che pone in contrasto i tagli e i piani inclinati della struttura con l'aspetto dell'ambiente naturale circostante[12][13][14], chiaramente ispirata al linguaggio dell'architetto statunitense Robert Venturi[15].
- Complesso Sole Maremma, realizzato nel rione Val delle Cannucce nel 1978 su progetto degli architetti Walter Di Salvo, progettista di numerose ville a Punta Ala, e Paolo Borghi, è composto da numerose abitazioni che si snodano a più livelli lungo una via pedonale con un grande parcheggio al centro nel piano più basso del residence[16][17].
- Villa Donati-Zampi, costruita tra il 1980 e il 1982 nel rione Poggio Catenaccio su progetto di Luigi Rafanelli, bifamiliare, è stata definita come «espressione di un equilibrio raggiunto tra natura e architettura»[18].

Oltre queste architetture contemporanee appena elencate, sono da segnalare anche due edifici risalenti ai primi anni del Novecento situati nell'entroterra nei pressi di Punta Capezzolo: la Villa Malenchini con la cappella gentilizia di San Luigi, residenza padronale tipica dell'ambiente maremmano.

## Geografia antropica
La frazione, delimitata a nord dal fosso di Casa Mora e a sud dalla Punta Capezzòlo, si sviluppa intorno al villaggio turistico svedese, con lottizzazioni residenziali e ricettive realizzate a partire dagli anni settanta come i rioni di Val delle Cannucce, Le Dune e Poggio Catenaccio, e con aree attrezzate come il rione Casa Mora, dotato di numerosi impianti sportivi come lo Stadio Comunale, lo stadio di baseball e il palasport sede dell'Hockey Club Castiglione.

## Infrastrutture e trasporti
La frazione è attraversata dalla strada provinciale 158 delle Collacchie, che la collega a nord con Follonica e a sud con Grosseto. Riva del Sole è inoltre raggiungibile sia da nord che da sud grazie alla pista ciclabile Castiglione della Pescaia-Bivio di Rocchette, che la collega al centro di Castiglione e alle altre frazioni di Roccamare e Rocchette. Inoltre è dotata di un servizio di autobus, rinforzato maggiormente durante i mesi estivi.